# Đura Horvatović

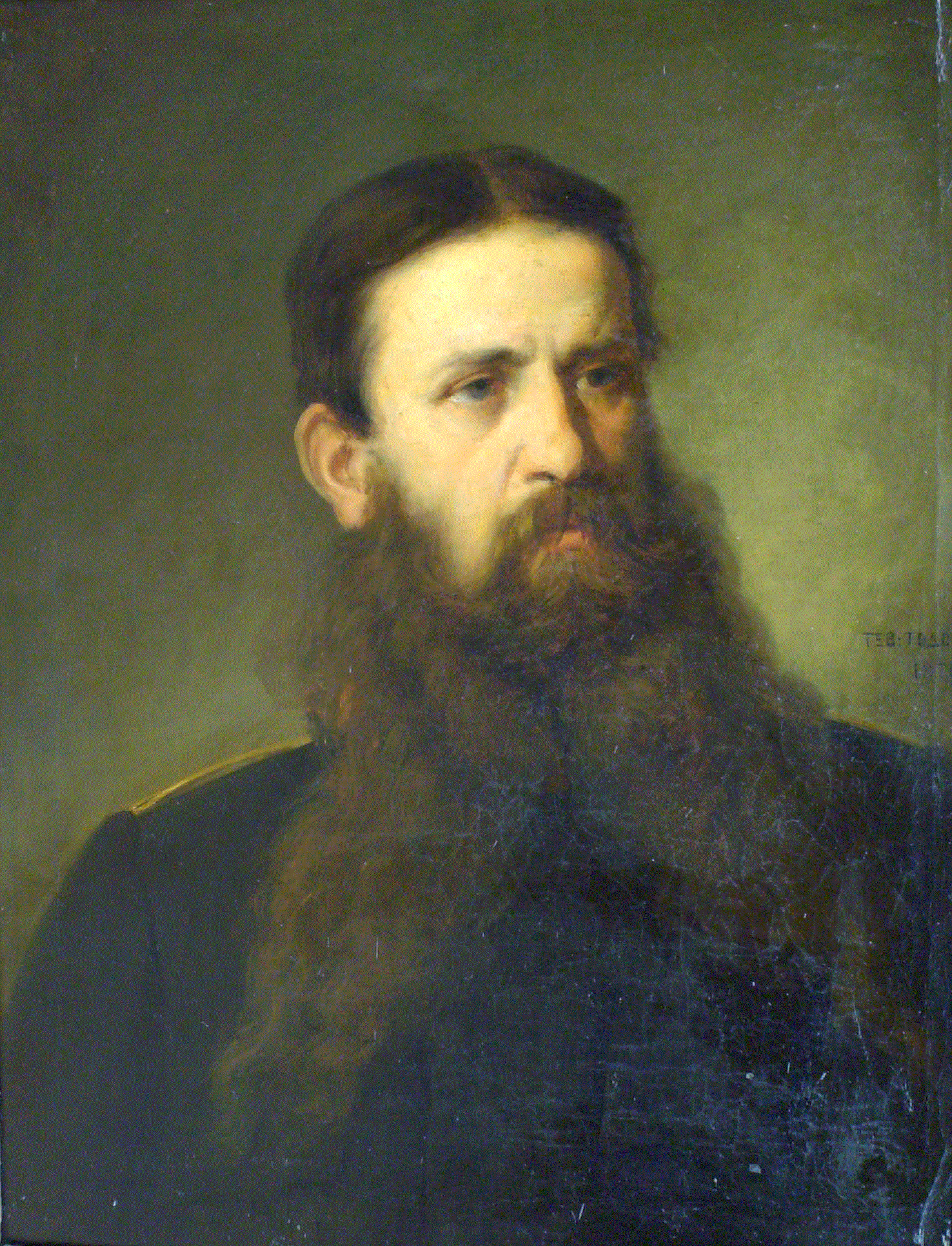
General Đ. Horvatović, Arbeit von Stevan Todorović

Đura Horvatović (serbisch Ђура Хорватовић; * 17. Januar 1835 in Svinjar, heute Davor, Kroatien; † 28. Februar 1895 in Belgrad) war ein General der serbischen Armee.
Am 29. Januar 1835 römisch-katholisch getauft als Georgius (die übliche lateinische Form für Đura), Sohn von Stefan (Stephanus) Horvatović und Katarina (Catharina) geb. Križanović. Dies deutet auf eine kroatische ethnische Zugehörigkeit hin.
Horvatovićs Vater war Angehöriger des österreichischen Heers in Nova Gradiška.
Horvatović trat zunächst in das österreichische Heer ein und brachte es 1859 im Feldzug gegen Italien bis zum Oberleutnant.
1862 ging er in die serbische Armee, wurde Major 1872 und Oberstleutnant 1875 kurz vor Ausbruch des serbisch-osmanischen Krieges. In der Schlacht bei Knjaževac schlug Horvatović am 4. August 1876 das Zentrum der türkischen Streitmacht, konnte aber die Niederlage der Serben nicht verhindern. Am 25. August kam er dem General Tschernajew zu Hilfe, den die Türken bei Aleksinac hart bedrängten; er entschied die Schlacht für die Serben und wurde daraufhin zum Oberst ernannt. Auch im zweiten Krieg 1877–78 bewährte sich Horvatović als Kommandeur.
1880 schickte man ihn als außerordentlichen Gesandten nach Sankt Petersburg. 1886 übernahm er das Kriegsministerium, trat aber im Jahr darauf zurück, weil er seine Heeresreform wegen der schlechten Finanzlage nicht umsetzen konnte.